# Jahazpur
Jahazpur fou una zila (districte) de l'antic principat de Mewar, formada per 489 pobles i una vila. El 1940 va esdevenir un dels vuit districtes de la nova divisió administrativa del principat, incorporant la zila de Mandalgarh i la thikana de Kachola. La població de la zila era de 124.267 habitants el 1901 amb 306 pobles. La capital era la ciutat de Jahazpur a uns 20 km al sud-est de Deoli, amb una població de 3.399 habitants el 1901. El riu principal de la zila era el Nagdi i la població era en majoria mines.
La ciutat es troba avui dia al districte de Bhilwara, al Rajasthan, i té 18.816 habitants (2001).

## Història
Jahazpur fou conquerida per Akbar el 1567 al rana de Mewar però recuperada per aquest al cap de set anys. Per un temps fou donada en jagir a Jagmal Singh que va fugir a la cort imperial per desacords amb el seu germà gran el rana Pratap Singh. Va restar en possessió del principat fins al segle XVIII quan, per un curt període, va passar a mans del raja de Shahpura fins al 1806; llavors se'n va apoderar Zalim Singh, el regent de Kotah, però el 1819 la va haver de retornar a Mewar per decisió dels britànics.